# Curso técnico superior profissional
O curso técnico superior profissional é um tipo de curso da educação superior do sistema de educação profissional português. Os cursos surgiram com a entrada em vigor do Decreto-Lei n.º 43/2014, de 18 de março de 2014, na redação dada pelo Decreto-Lei n.º 63/2016, de 13 de setembro de 2016, o qual dispunha que estes cursos correspondiam a um novo tipo de formação superior não conferente de grau académico, ministrada no ensino superior politécnico, visando introduzir, no âmbito do ensino superior, uma oferta educativa de natureza profissional situada no nível 5 do Quadro Europeu de Qualificações para a Aprendizagem ao Longo da Vida, aprovado pela recomendação do Parlamento Europeu e do Conselho de 23 de abril de 2008.
A criação dos cursos técnicos superiores profissionais visou dar concretização aos objetivos visados pelos ciclos curtos de ensino superior ligados aos primeiros ciclos, previstos no quadro da implementação do processo de Bolonha.
Os cursos técnicos superiores profissionais foram integrados no regime jurídico dos graus e diplomas do ensino superior.
Os descritores associados ao diploma do curso técnico superior profissional, previsto no artigo 40-A.º do regime jurídico dos graus e diplomas do ensino superior, corresponderem exatamente aos descritores previstos para o short-cycle no Qualification Framework for High Education (Quadro de Qualificações para o Ensino Superior).